# M. M. Keeravani
Koduri Marakathamani Keeravaani (Kovvur, 4 luglio 1961) è un compositore, cantante e paroliere indiano.

## Biografia
Nato a Kovvur in una famiglia telugu, M. M. Keeravani è figlio del paroliere e sceneggiatore Koduri Siva Shakthi Datta. È cugino del regista S. S. Rajamouli, dei compositori M. M. Srilekha e Kalyani Malik e dello scrittore S. S. Kanchi. È, inoltre, il nipote dello sceneggiatore V. Vijayendra Prasad. Ha iniziato la sua carriera nel 1987, lavorando come assistente direttore musicale, insieme ai compositori K. Chakravarthy e C. Rajamani. Nel 1990 ha composto la colonna sonora del film Manasu Mamatha di Mouli, mentre nel 1991 ha lavorato a quella di Kshana Kshanam di Ram Gopal Varma. Nel 2023 ha vinto il Premio Oscar alla miglior canzone originale per Naatu Naatu, tratta dal film RRR di S. S. Rajamouli.

## Vita privata
È sposato con la produttrice cinematografica M. M. Srivalli, dalla quale ha avuto due figli, il cantante Kaala Bhairava, con il quale ha collaborato alla composizione di Naatu Naatu, e l'attore Sri Simha.

## Filmografia
- Sumangali, regia di Sri Ram Kumar (1989)
- Manasu Mamata, regia di Mouli (1990)
- Nee Pathi Naan Pathi, regia di Vasanth (1991)
- Kshana Kshanam, regia di Ram Gopal Varma (1991)
- Neelagiri, regia di I.V. Sasi (1991)
- Azhakan, regia di K. Balachander (1991)
- Seetharamaiah Gari Manavaralu, regia di Kranthi Kumar (1991)
- People's Encounter, regia di Mohan Gandhi (1991)
- Sivantha Malar, regia di Sasi Mohan (1992)
- Soorya Manasam, regia di Viji Thampi (1992)
- Gharana Mogudu, regia di K. Raghavendra Rao (1992)
- Sundara Kanda, regia di K. Raghavendra Rao (1992)
- Aapathbandavudu, regia di K. Viswanath (1992)
- President Gari Pellam, regia di A. Kodandarami Reddy (1992)
- Allari Mogudu, regia di K. Raghavendra Rao (1992)
- Hello Darling, regia di Mouli (1992)
- Laati, regia di Gunasekhar (1992)
- Sevagan, regia di Arjun Sarja (1992)
- Agreement, regia di Manivannan (1992)
- Rakshana, regia di Uppalapati Narayana Rao (1993)
- Allari Priyudu, regia di K. Raghavendra Rao (1993)
- Aadarsam, regia di Mouli (1993)
- Prathap, regia di Arjun Sarja (1993)
- Varasudu, regia di E. V. V. Satyanarayana (1993)
- Kondapalli Raja, regia di Ravi Raja Pinisetty (1993)
- Abbaigaru, regia di E. V. V. Satyanarayana (1993)
- Chinna Alludu, regia di Sarath (1993)
- Allari Alludu, regia di A. Kodandarami Reddy (1993)
- Mr. Pellam, regia di Bapu (1993)
- Rajeswari Kalyanam, regia di Kranthi Kumar (1993)
- Rowdy Mogudu, regia di Mohan Gandhi (1993)
- Aavesham, regia di Kodi Ramakrishna (1994)
- Swathi, regia di Shivamani (1994)
- Gharana Alludu, regia di Mupalaneni Shiva (1994)
- S. P. Parasuram, regia di Ravi Raja Pinisetty, Revi Raj e Pini Shetty (1994)
- Gandeevam, regia di Priyadarshan (1994)
- Muddula Priyudu, regia di Raghavendra e K. Raghavendra Rao (1994)
- Criminal, regia di Mahesh Bhatt (1994)
- Theerpu, regia di Uppalapati Narayana Rao (1994)
- Pelli Koduku, regia di Bapu (1994)
- Allari Premikudu, regia di K. Raghavendra Rao (1994)
- Mera Pyara Bharat, regia di Rama Rao Tatineni (1994)
- Bhairava, regia di Raj Kishor (1994)
- Gharana Bullodu, regia di K. Raghavendra Rao (1995)
- Subha Sankalpam, regia di K. Viswanath (1995)
- Real Hero, regia di Manne Radhakrishna (1995)
- Mounam, regia di Uma Maheswara Rao (1995)
- Dear Brother, regia di L.B. Sriram (1995)
- Patha Basti, regia di Uppalapati Narayana Rao (1995)
- Appaji, regia di D. Rajendra Babu (1996)
- Pelli Sandadi, regia di K. Raghavendra Rao (1996)
- Sahasa Veerudu Sagara Kanya, regia di K. Raghavendra Rao (1996)
- Oho Naa Pellanta, regia di Jandhyala (1996)
- Devaraagam, regia di Bharathan (1996)
- Gaaya, regia di Vemagal Jagannath Rao (1996)
- Bombay Priyudu, regia di K. Raghavendra Rao (1996)
- Rambantu, regia di Bapu (1996)
- Suryaputrulu, regia di Uma Maheswara Rao (1996)
- Is Raat Ki Subah Nahin, regia di Sudhir Mishra (1996)
- Karnataka Suputhra, regia di Vijay (1996)
- Pavitra Bandham, regia di Muthyala Subbaiah (1996)
- Annamayya, regia di K. Raghavendra Rao (1997)
- Pelli Chesukundam, regia di Muthyala Subbaiah (1997)
- Priyaraagalu, regia di A. Kodandarami Reddy (1997)
- Paradesi, regia di K. Raghavendra Rao (1998)
- Panduga, regia di Sarath (1998)
- Sri Sitaramula Kalyanam Chutamu Rarandi, regia di Y. V. S. Chowdary (1998)
- Zakhm, regia di Mahesh Bhatt (1998)
- W/o V. Vara Prasad, regia di Vamsy (1998)
- Pelli Kanuka, regia di Kodi Ramakrishna (1998)
- Sitaramaraju, regia di Y. V. S. Chowdary (1999)
- Alludu Garu Vacharu, regia di Ravi Raja Pinisetty (1999)
- Aavide Shyamala, regia di Kodi Ramakrishna (1999)
- Arundhati, regia di Kranthi Kumar (1999)
- Chusoddam Randi, regia di Raja Vannem Reddy (2000)
- Mechanic Mamaiah, regia di Rajendra Singh Babu (2000)
- Deepavali, regia di Dinesh Babu (2000)
- Bava Nachadu, regia di K. S. Ravikumar (2001)
- Akasa Veedhilo, regia di Singeetham Srinivasa Rao (2001)
- Student No. 1, regia di S. S. Rajamouli (2001)
- Sundara Kanda, regia di M.S. Rajshekar (2001)
- Amma, regia di D. Rajendra Babu (2001)
- Lahiri Lahiri Lahirilo, regia di Y. V. S. Chowdary (2002)
- Tappu Chesi Pappu Koodu, regia di A. Kodandarami Reddy (2002)
- Sur: The Melody of Life, regia di Tanuja Chandra (2002)
- Okatu Number Kurraadu, regia di A. Kodandarami Reddy (2002)
- Yuva Ratna, regia di Uppalapati Narayana Rao (2002)
- Ee Abbai Chala Manchodu, regia di Ahathian (2003)
- Jism, regia di Amit Saxena (2003)
- Student Number 1, regia di Selva (2003)
- Gangotri, regia di K. Raghavendra Rao (2003)
- Saaya, regia di Anurag Basu (2003)
- Simhadri, regia di S. S. Rajamouli (2003)
- Seetayya, regia di Y. V. S. Chowdary (2003)
- Okariki Okaru, regia di Rasool Ellore (2003)
- Piliste Palukutha, regia di Kodi Ramakrishna (2003)
- Nenunnanu, regia di V. N. Aditya (2003)
- Swamy, regia di V.R. Pratap (2004)
- Naa Autograph, regia di Gopal Reddy S. (2004)
- Sye, regia di S. S. Rajamouli (2004)
- Letha Manasulu, regia di S.V. Krishna Reddy (2004)
- Rog, regia di Himanshu Brahmbhatt (2005)
- Paheli, regia di Amol Palekar (2005)
- Jagapathi, regia di Srinivasa Rao Jonnalagadda (2005)
- Anukokunda Oka Roju, regia di Chandra Sekhar Yeleti (2005)
- Allari Bullodu, regia di K. Raghavendra Rao (2005)
- Chatrapathi, regia di S. S. Rajamouli (2005)
- Sri Ramadasu, regia di K. Raghavendra Rao (2006)
- Vikramarkudu, regia di S. S. Rajamouli (2006)
- Amma Cheppindi, regia di Gunnam Gangaraju (2006)
- Khatarnak, regia di Rajsekhar (2006)
- Okkadunnadu, regia di Chandra Sekhar Yeleti (2007)
- Chandrahas, regia di Shiva Shakti Datta (2007)
- Yamadonga, regia di S. S. Rajamouli (2007)
- Dhokha, regia di Pooja Bhatt (2007)
- Krishnarjuna, regia di P. Vasu (2008)
- Pandurangadu, regia di K. Raghavendra Rao (2008)
- Sangamam, regia di Rasool Ellore (2008)
- Gunde Jhallumandi, regia di Madan (2008)
- Veera Madakari, regia di Sudeep (2008)
- Magadheera, regia di S. S. Rajamouli (2009)
- Pravarakyudu, regia di Madan (2009)
- Lahore, regia di Sanjay Puran Singh Chauhan (2010)
- Rama Rama Krishna Krishna, regia di Sriwass (2010)
- Vedam, regia di Radha Krishna Jagarlamudi (2010)
- Jhummandi Naadam, regia di K. Raghavendra Rao (2010)
- Maryada Ramanna, regia di S. S. Rajamouli (2010)
- Badrinath, regia di V.V. Vinayak (2011)
- Rajanna, regia di Vijayendra Prasad (2011)
- Dhammu, regia di Boyapati Srinu (2012)
- Īga, regia di S. S. Rajamouli (2012)
- Shirdi Sai, regia di K. Raghavendra Rao (2012)
- Special Chabbis, regia di Neeraj Pandey (2013)
- Chatrapathi, regia di Dinesh Gandhi (2013)
- Emo Gurram Egaravachu, regia di Chandra Siddhartha (2014)
- Prathighatana, regia di Tammareddy Bharadwaja (2014)
- Anaamika, regia di Sekhar Kammula (2014)
- Dikkulu Choodaku Ramayya, regia di Trikoti Peta (2014)
- Baby, regia di Neeraj Pandey (2015)
- Mathru Devo Bhava, regia di K. Ajayakumar (2015)
- Baahubali: The Beginning, regia di S. S. Rajamouli (2015)
- Size Zero, regia di Prakash Kovelamudi (2015)
- Lacchimdeviki O Lekkundi, regia di Jagadish Talasila (2016)
- Kundanapu Bomma, regia di Vara Mullapoodi (2016)
- Om Namo Venkatesaya, regia di K. Raghavendra Rao (2017)
- Baahubali 2: The Conclusion, regia di S. S. Rajamouli (2017)
- Missing, regia di Mukul Abhyankar (2018)
- Savyasachi, regia di Chandoo Mondeti (2018)
- NTR: Kathanayakudu, regia di Radha Krishna Jagarlamudi (2019)
- NTR: Mahanayakudu, regia di Radha Krishna Jagarlamudi (2019)
- Cobra, regia di Agasthya Manju e Ram Gopal Varma (2019)
- 12 O'Clock, regia di Ram Gopal Varma (2021)
- Konda Polam, regia di Radha Krishna Jagarlamudi (2021)
- PellisandaD, regia di Gowri Ronanki (2021)
- RRR, regia di S. S. Rajamouli (2022)
- Jayamma Panchayathi, regia di Vijay Kumar Kalivarapu (2022)
- Good Morning Sunshine, regia di Sanjoy Nag (2023)
- Chandramukhi 2, regia di P. Vasu (2023)
- Naa Saami Ranga, regia di Vijay Binni (2024)
- Love Me If You Dare, regia di Arun Bhimavarapu (2024)
- Auron Mein Kahan Dum Tha, regia di Neeraj Pandey (2024)

## Riconoscimenti
- Premio Oscar
  - 2023 - Miglior canzone originale per Naatu Naatu (RRR)
- Golden Globe
  - 2023 - Miglior canzone originale per Naatu Naatu (RRR)
- Saturn Award
  - 2016 - Candidatura alla miglior colonna sonora per Baahubali: The Beginning